# DeSoto Custom
La Custom è un'autovettura full-size prodotta dalla DeSoto dal 1946 al 1952.

## Storia
Durante il periodo in cui fu commercializzata, la Custom rappresentava il modello al top di gamma della DeSoto. Era disponibile in un'ampia gamma di carrozzerie, tra cui berlina quattro porte e sette posti. Le altre versioni offerte erano coupé due porte e familiare quattro porte.
Dal 1946 al 1950 la Custom venne dotata di un motore a sei cilindri in linea da 3,9 L di cilindrata e 109/112 CV di potenza (quest'ultima variò in base all'anno di produzione). Dal 1951 al 1952 il modello fu invece equipaggiato da un propulsore a sei cilindri in linea da 4,1 L e 116 CV. Entrambi i motori erano a valvole laterali e derivavano dal propulsore della Deluxe. Il motore era montato anteriormente, mentre la trazione era posteriore.

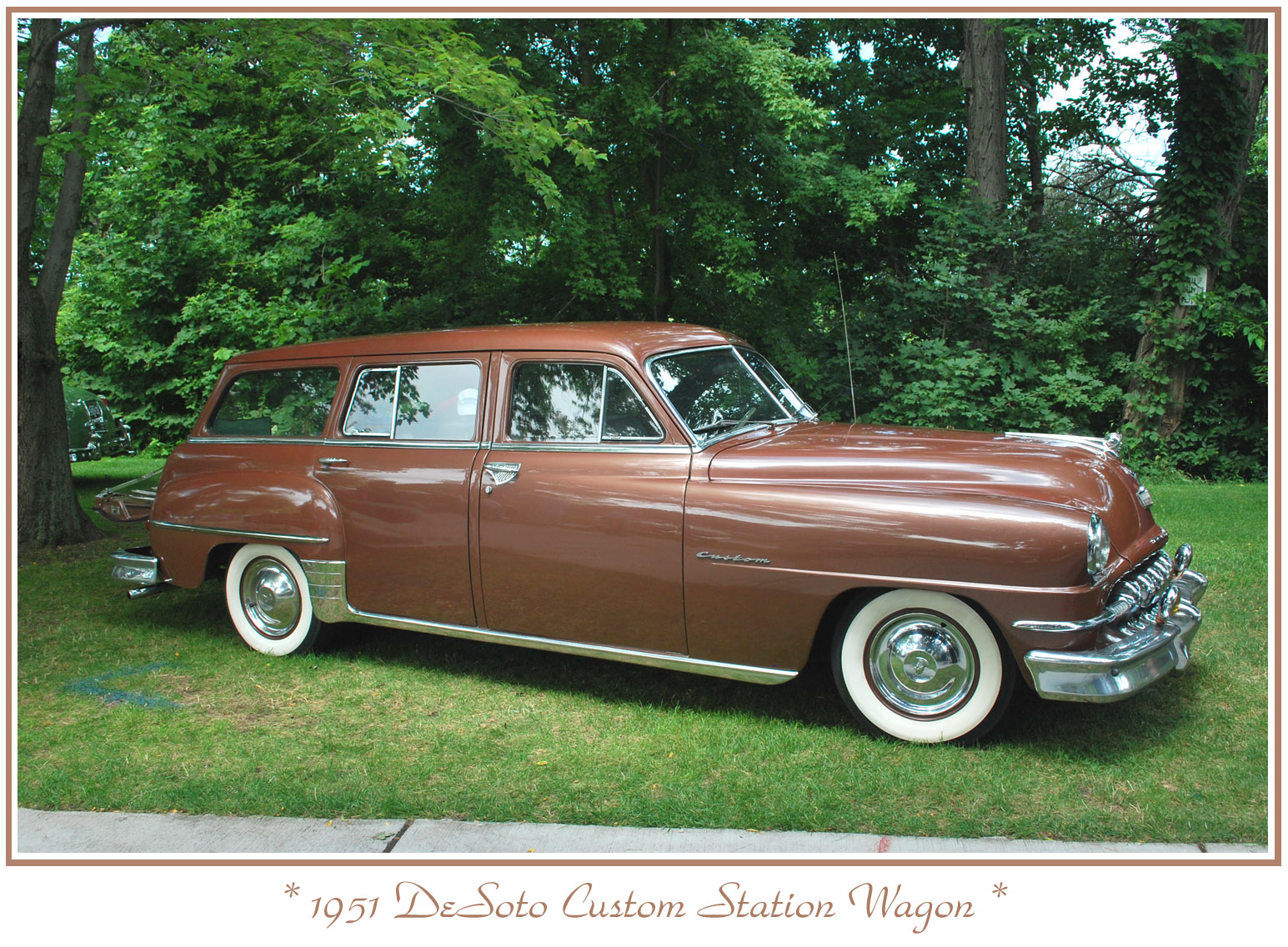
DeSoto Custom familiare del 1951

La Custom e la Deluxe prodotte fino a metà del 1949 utilizzavano dei corpi vettura che derivavano da quelli dei modelli DeSoto prebellici, dopo di cui furono lanciate delle versioni completamente riprogettate.
Nel 1950 fu aggiunta alla gamma la versione familiare che fu, tra l'altro, la prima station wagon offerta dalla DeSoto. Nell'occasione, fu aggiunta anche la versione coupé che era dotata di un equipaggiamento di serie comprendente un doppio tergicristallo elettrico per il parabrezza, la luce del bagagliaio e un set completo di tappetini.
La Custom uscì di scena nel 1952 insieme alla Deluxe. Nell'occasione, il suo posto al top di gamma venne preso dalla Firedome, cioè di un modello dotato di un motore V8, mentre la Powermaster assunse il ruolo di modello DeSoto con motore a sei cilindri.